# Chigwell metróállomás
A Chigwell a londoni metró egyik állomása a 4-es zónában, a Central line érinti.

## Története
Az állomást 1903. május 1-jén adták át a Great Eastern Railway részeként. 1947. november 29-én megszűnt, 1948. november 21-én a Central line megállójaként nyitották újra.

## Forgalom
| Járat | Útvonal                                                      | Gyakoriság    |
| ----- | ------------------------------------------------------------ | ------------- |
|       | Hainault – Grange Hill – Chigwell – Roding Valley – Woodford | 20 percenként |

## Átszállási kapcsolatok
| Állomás  | Átszállási kapcsolatok                  |
| -------- | --------------------------------------- |
| Chigwell | Helyi buszok (Chigwell Railway Station) |

## Fordítás
- Ez a szócikk részben vagy egészben  a   Chigwell tube station című angol Wikipédia-szócikk fordításán alapul.  Az eredeti cikk szerkesztőit annak laptörténete sorolja fel. Ez a jelzés csupán a megfogalmazás eredetét és a szerzői jogokat jelzi, nem szolgál a cikkben szereplő információk forrásmegjelöléseként.